# Tsikalariá
Tsikalariá är en ort i Grekland.   Den ligger i prefekturen Nomós Chaniás och regionen Kreta, i den södra delen av landet, 280 km söder om huvudstaden Aten. Tsikalariá ligger 69 meter över havet och antalet invånare är 1 545.
Terrängen runt Tsikalariá är kuperad söderut, men norrut är den platt. Runt Tsikalariá är det ganska tätbefolkat, med 72 invånare per kvadratkilometer. Närmaste större samhälle är Chania, 4,9 km nordväst om Tsikalariá. 